# Hubert Neuper
Hubert Neuper (* 29. September 1960 in Bad Aussee) ist ein ehemaliger österreichischer Skispringer. Heute ist er als Sportmanager tätig.

## Werdegang
1979/80 gewann er die Vierschanzentournee und war in dieser Saison auch Gewinner des in diesem Winter erstmals ausgetragenen FIS-Skisprungsweltcups. Im folgenden Winter gewann er die Tournee erneut, im Weltcup wurde er Vierter. Bei den Olympischen Spielen in Lake Placid 1980 und der Nordischen Skiweltmeisterschaft 1982 in Oslo gewann er jeweils eine Silbermedaille. In der Saison 1983/84 erreichte er noch einmal den zweiten Rang der Gesamtwertung. Sein letztes Weltcupspringen bestritt er am 6. Januar 1985 bei der Vierschanzentournee in Bischofshofen. In jungen Jahren zählte er gemeinsam mit Armin Kogler schon zum Stamm des österreichischen Skisprungwunderteams um Karl Schnabl, Anton Innauer, Alois Lipburger und Willi Pürstl, das Baldur Preiml in den frühen 70er Jahren ausgeformt hatte. Hubert Neuper und Armin Kogler prolongierten die Erfolgsgeschichte der österreichischen Skisprungnationalmannschaft bis weit in die 80er Jahre hinein. Neuper erreichte 50 Top-Ten-Platzierungen bei Skisprunggroßveranstaltungen von 1977 bis 1985.
Seinen Rücktritt erklärte er am 23. Januar 1985 in Seefeld anlässlich der dort stattfindenden Nordischen Skiweltmeisterschaft. Nach seinem Karriereende arbeitete Neuper zunächst in seinem Beruf als Pilot und führte gleichzeitig die väterliche Skischule. 1996 war er Organisator der Skiflug-Weltmeisterschaft in Bad Mitterndorf/Tauplitz. Zwischen 1997 und 2000 war Neuper Geschäftsführer der Österreichischen Sporthilfe. In dieser Funktion rief er die World Sports Awards of the Century ins Leben. Diese Sportgala fand am 19. November 1999 in der Wiener Staatsoper statt. Eine Jury unter dem Vorsitz des damaligen IOC-Präsidenten Juan Antonio Samaranch kürte zu diesem Anlass die größten Sportler des Jahrhunderts. Aus dieser Veranstaltung ging die Stiftung World Sports Awards Foundation hervor, in deren Auftrag Neuper 2001 in London eine weitere Gala mit vielen Sportgrößen organisierte. In den folgenden Jahren wurde diese Galareihe mit den Laureus Awards zusammengeführt, die nun jährlich in Monte Carlo vergeben werden. Neuper hat einen Sitz im Aufsichtsrat der dazugehörigen Stiftung. Er ist zudem Geschäftsführer der Neuper & Team GmbH, die jährlich den Skiflugweltcup am Kulm organisierte.

## Herkunft und Privates
Neupers gleichnamiger Vater war ebenfalls Skispringer und sprang 1950 als erster Athlet von der Flugschanze am Kulm. Seine Mutter Brunhilde war staatlich geprüfte Skilehrerin. In seiner Jugend betrieb er den alpinen Skisport, verlegte sich aber 1972 endgültig auf das Skispringen.
Hubert Neuper ist seit 1984 verheiratet und hat zwei Töchter. 2003 veröffentlichte er seine Autobiografie unter dem Titel Flatline.

## Erfolge

### Weltcupsiege im Einzel
| Nr. | Datum             | Ort                    | Land        |
| --- | ----------------- | ---------------------- | ----------- |
| 01  | 1. Jänner 1980    | Garmisch-Partenkirchen | Deutschland |
| 02  | 4. Jänner 1980    | Innsbruck              | Österreich  |
| 03  | 22. März 1980     | Planica                | Slowenien   |
| 04  | 30. Dezember 1980 | Oberstdorf             | Deutschland |
| 05  | 21. Jänner 1981   | St. Moritz             | Schweiz     |
| 06  | 6. Jänner 1982    | Bischofshofen          | Österreich  |
| 07  | 13. März 1982     | Bad Mitterndorf        | Österreich  |
| 08  | 14. März 1982     | Bad Mitterndorf        | Österreich  |

### Weltcup-Platzierungen
| Saison  | Platz | Punkte |
| ------- | ----- | ------ |
| 1979/80 | 01.   | 238    |
| 1980/81 | 04.   | 166    |
| 1981/82 | 02.   | 174    |
| 1982/83 | 31.   | 026    |
| 1983/84 | 69.   | 003    |

### Schanzenrekorde
| Ort       | Land       | Weite               | aufgestellt am | Rekord bis     |
| --------- | ---------- | ------------------- | -------------- | -------------- |
| Innsbruck | Österreich | 107,0 m (HS: 130 m) | 2. Jänner 1980 | 4. Jänner 1982 |

## Auszeichnungen
- 1996: Silbernes Ehrenzeichen für Verdienste um die Republik Österreich
- 2017: Großes Goldenes Ehrenzeichen des Landes Steiermark[5]
- 2014: Josef-Krainer-Heimatpreis[6]

## Publikationen
- Hubert Neuper: Flatline. Ibera: Wien 2003, ISBN 3-85052-176-1.
- Hubert Neuper: ICH DARF ALLES: Erkennen Annehmen Tun. Neuper und Team GmbH, Bad Mitterndorf 2022, ISBN 978-3-9505246-1-1.